# Logistikcenter Stockholm Nord
Logistikcenter Stockholm Nord  är ett svenskt industriområde med inriktning på logistik i Rosersberg i Sigtuna kommun. Det ligger vid Ostkustbanan och E4 mellan Stockholm och Uppsala, strax söder om Arlanda flygplats.
I området finns bland annat containerterminalen Kombiterminal Stockholm Nord, som är avsedd för omlastning av enhetslaster som ISO-containrar, lastflak och semitrailers från järnvägsvagnar till lastbil och omvänt. Denna invigdes hösten 2015.
Bland företag som har lager- och logistikcentra Logistikcentrum Stockholm Nord finns Bonnierkoncernen, Nokian Tyres, DHL, Dustin, Lidl, Ericsson, Postnord och BASF.
En av de första elvägarna med elskena i vägbanan som planeras i Sverige av Trafikverket är en två kilometer lång vägsträcka mellan Logistikcentrum Stockholm Nord och Arlanda flygplats.